# Римский музей Кентербери
Римский музей Кентербери — исторический музей в городе Кентербери, Кент, Англия.
Располагается в руинах римского домуса. Здесь также находится римская мостовая, которая была обнаружена после бомбежек Второй мировой войны и была открыта для публики с 1946 года. Сам музей был основан в 1961 году, однако с 2009 года он находится под угрозой закрытия. Здесь хранятся многие археологические артефакты Кентербери времён римского владычества, в том числе важный позднеримский серебряный клад, известный как Кентерберийское сокровище, а также предметы исторической реконструкции.

## История

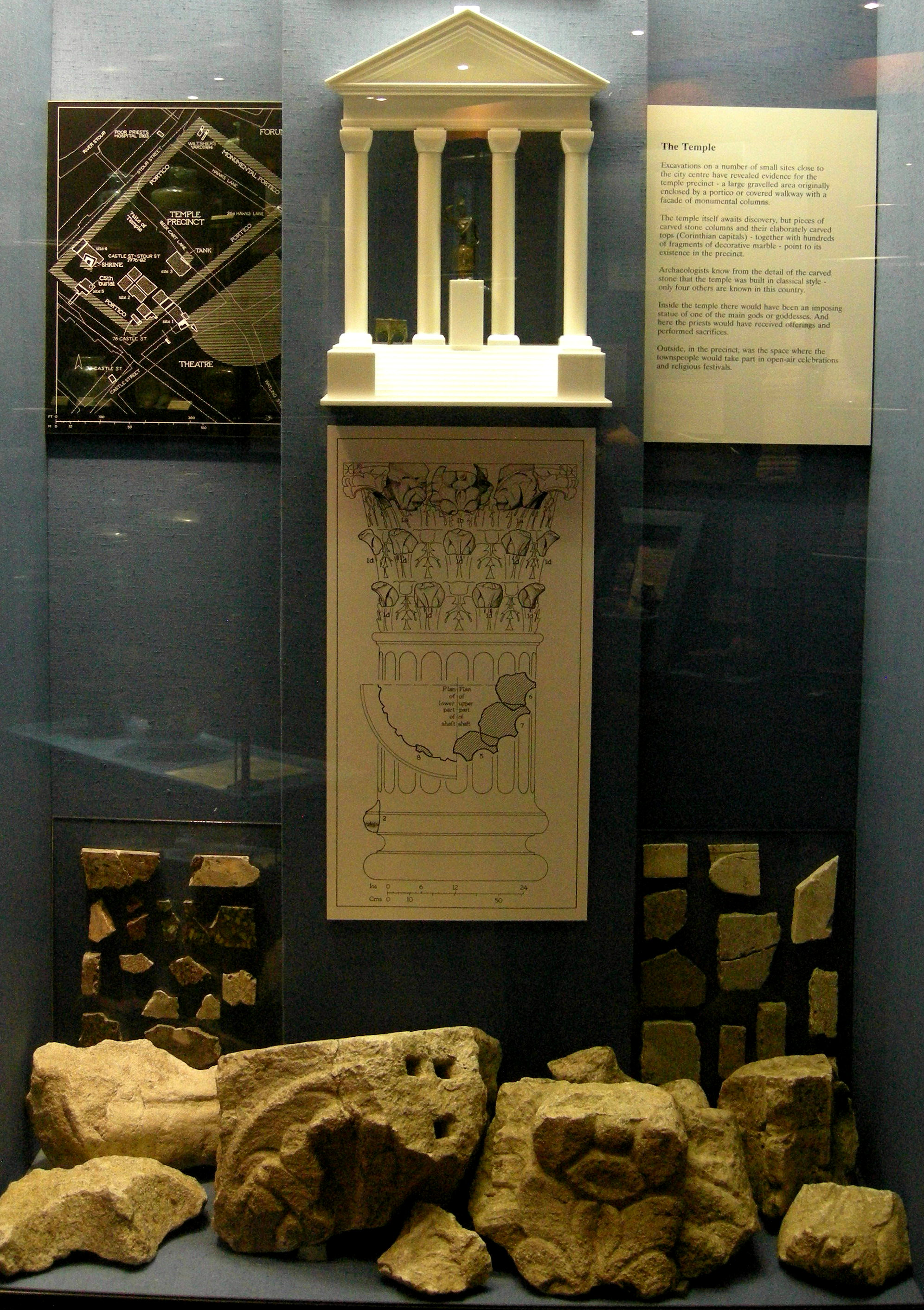
Артефакты из языческого храма на месте Кентербери

В первом веке нашей эры жителями Кента были Кантии. Когда римляне захватили поселение на реке Стаур, они назвали его Durovernum Cantiacorum. Новое поселение вскоре переросло в полноценный город со своим театром, храмом, форумом и банями. В конце третьего века для защиты от нападений варваров была построена городская стена с семью воротами. Город занимал площадь в 53 гектара.
Римский Кентербери достиг высоты своего развития около 300 г. н. э. Римский домус, где пролегала мостовая, был окружен общественными зданиями. Храм был частично раскопан в 1976—1982 годах. Домус, связанный с тротуаром, мог использоваться до 410 года нашей эры, когда римляне покинули Великобританию.

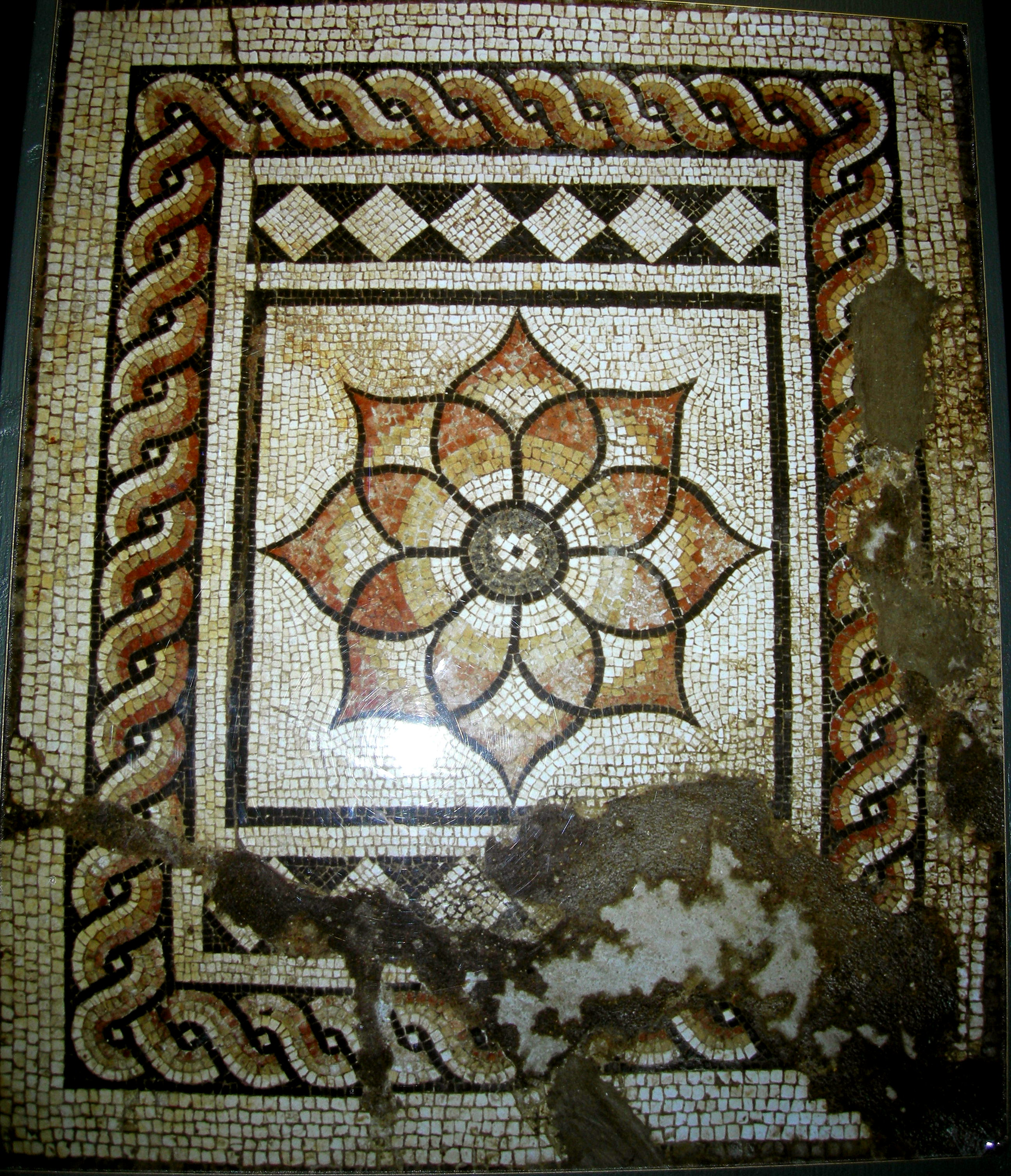
Римская мозаика

Мостовая была обнаружен после бомбардировки во время Второй мировой войны 1 июня 1942 года. Раскопки местности были проведены археологами Одри Уильямсом и Шеппард Фриром период с 1945 по 1946 год. Публичный доступ к месту раскопок был разрешен с 1946 года, его посещали и члены королевской семьи. В 1958—1961 годах здесь были проведены новые раскопки при участии доктора Ф. Дженкинса и на их же месте был создан Музей римской мостовой, который с 1994 года и по сей день известен как Римский музей.